# Kúnia
Kúnia (en rus: Кунья) és un poble (un possiólok) de l'óblast de Pskov, a Rússia, segons el cens del 2021 tenia 2.902 habitants. És el centre administratiu del districte (raion) homònim.